# 斯科特·杜兰特
斯科特·杜兰特（英語：Scott Durant，1988年2月12日—），英国男子赛艇运动员。他曾代表英国参加2016年夏季奥林匹克运动会赛艇比赛，获得男子八人单桨有舵手金牌。